# 斜紋松蝦鱂
斜紋松蝦鱂，為輻鰭魚綱鯉齒目鰕鱂亞目溪鱂科的其中一種，為熱帶淡水魚，分布於南美洲巴西das Mortes及Araguaia河流域，體長可達3.8公分，棲息在稀疏草原的季節性水塘底中層水域，生活習性不明。

## 擴展閱讀
維基物種上的相關：斜紋松蝦鱂